# Neuroestrabismo

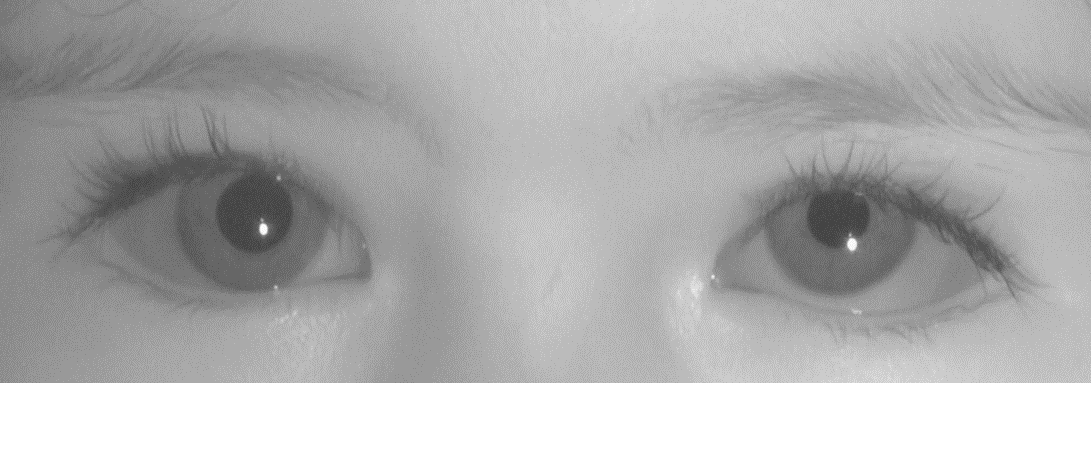
En el Estrabismo Congénito, cuando el integrador cortical falla, es posible que algunos reflejos oculomotores, como el reflejo dorsal a la luz, el tono vergencial, la acomodación y el pupilar, se exacerben, mientras que algunas habilidades sensoriales como la estereopsis y la fusión se inhiben. La fotografía con luz infrarroja muestra el exceso de convergencia tónica (endotropia), anisocoria y Desviación Vertical Disociada (exacerbación del Reflejo Dorsal a la luz)

El neuroestrabismo es la rama de las neurociencias que estudia la desviación ocular primaria entendida como la manifestación clínica de distintas alteraciones corticales. El Neuroestrabismo analiza las implicaciones visuales, perceptuales, conductuales, escolares, psicológicas y sociales del Estrabismo Congénito, esencial o primario, enfermedad que afecta al 3% de la humanidad.
Mientras que el especialista en Estrabismo se enfoca al estudio de la desviación ocular, indistintamente de su origen, y la Neuroftalmología se distingue por el estudio del daño a los nervios craneales, el Neuroestrabismo se distingue, más bien, por investigar las implicaciones corticales del estrabismo congénito o esencial. 
El concepto de Neuroestrabismo fue acuñado en agosto de 2007, en el primer curso de Neuroestrabismo realizado en Torreón, México, como una necesidad por tratar de explicar el origen del estrabismo congénito y conocer las implicaciones corticales del mismo. 
El Neuroestrabismo se centra en todos aquellos hallazgos neurosensoriales y motores derivados del origen cortical del estrabismo congénito.
El estudio del Neuroestrabismo tiene sus inicios en 1998 a partir de la Teoría General de la Disincronía. Esta teoría propuso que la corteza cerebral debería ser el sustrato neuronal de los movimientos disociados que acompañan al estrabismo congénito, pero fue hasta 2004 que se demostró la presencia de lentificación, paroxismos y algunas otras alteraciones corticales mediante el uso de Mapeo Cerebral Digitalizado
Mediante estudios de Neuroimagen, se han demostrado que el asiento primario en el origen del Estrabismo Congénito, se debe a un daño temprano a la Sustancia Blanca de la Corteza Cerebral, lo que provoca alteraciones de la neuroconducción lo que a su vez propicia las manifestaciones clínicas de la enfermedad. 
Se puede afirmar que el Estrabismo Congénito no se hereda de una manera mendeliana, sino lo que se hereda más bien es la susceptibilidad de la sustancia blanca a la asfixia, hipoxia o cualquier otra situación que afecte el desarrollo temprano de esta sustancia. Esto se ha demostrado mediante estudios morfométricos a partir de RMI, así como mediante estudios neurofuncionales a partir del análisis neurométrico o Neurometría
A partir de entonces se han empleado en Neuroestrabismo, diversos estudios de neuroimagen que han permitido entender tanto el origen como la naturaleza de la enfermedad y se han dictado un sinfín de conferencias y cursos al respecto.
Desde el descubrimiento de que el origen del Estrabismo Congénito está en un daño a la sustancia blanca cortical y que estas alteraciones son las que motivan el desequilibrio neurofuncional en el integrador cortical, ahora se sabe esto exacerba algunos reflejos oculomotores (acomodación, reflejo dorsal a la luz, reflejos pupilares, tono vergencial, etc), mientras que, por otro, se inhiben algunas habilidades sensoriales y perceptuales.